# Edward Rowny

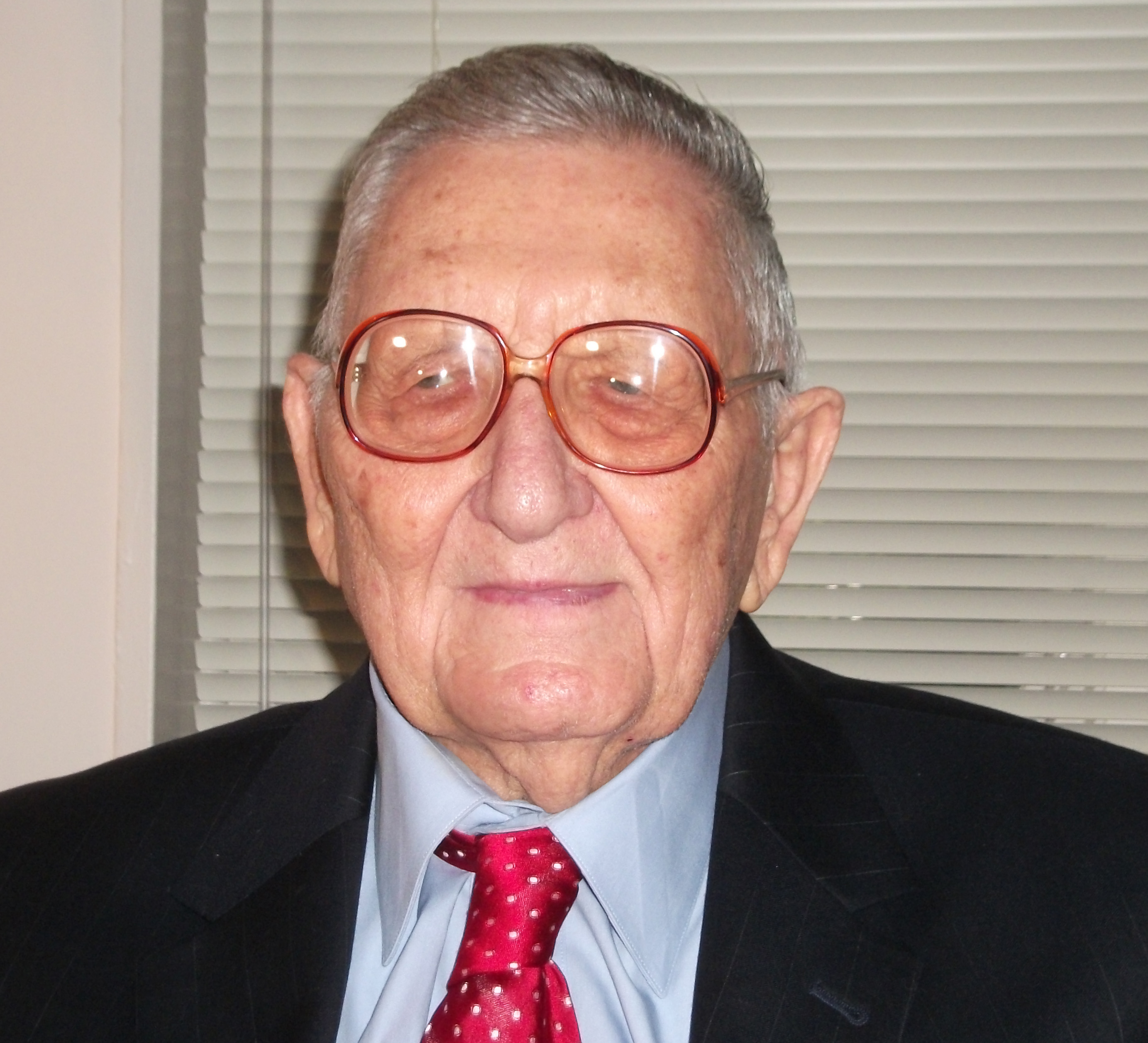
Edward Rowny, 2013

Edward L. Rowny (ur. 3 kwietnia 1917 w Baltimore, zm. 17 grudnia 2017 w Waszyngtonie) – generał porucznik Armii Stanów Zjednoczonych polskiego pochodzenia. Pracował jako negocjator kontroli zbrojeń i doradca ds. wojskowych w administracjach pięciu prezydentów: Nixona, Forda, Cartera, Reagana i Busha seniora. Był jednym z inicjatorów użycia śmigłowców w operacjach wojskowych.

## Życiorys
Ojciec Edwarda Rownego pochodził z Nagoszewa koło Ostrowi Mazowieckiej.
Rowny uzyskał licencjat na Uniwersytecie Johnsa Hopkinsa w zakresie inżynierii. Posiadał również magisteria z West Point i Uniwersytetu Yale oraz doktorat American University w zakresie studiów międzynarodowych.
Służył w armii w latach 1941–1979, biorąc udział w II wojnie światowej, wojnach w Korei i Wietnamie. W czasie lądowania we Włoszech objął dowództwo batalionu. Po zakończeniu działań wojennych w Europie został przeniesiony do zespołu planującego inwazję na Japonię. W czasie wojny koreańskiej był rzecznikiem generała MacArthura. W czasie wojny wietnamskiej jako zastępca generała Andrew P. O’Meary’ego był odpowiedzialny za transport żołnierzy NATO z Francji.
W 1971 został powołany na przedstawiciela Stanów Zjednoczonych podczas rokowań SALT i piastował to stanowisko do 1979, kiedy to odszedł na emeryturę, wyrażając w ten sposób dezaprobatę w stosunku do polityki rozbrojeniowej administracji Cartera. Po wyborze na prezydenta Ronalda Reagana został powołany w randze ambasadora na przewodniczącego rokowań START I (przez cztery lata), a następnie specjalnego doradcy ds. kontroli zbrojeń w administracji prezydentów Reagana i Busha, aż do ponownego przejścia na emeryturę, w 1990.
W stanie spoczynku pozostawał konsultantem międzynarodowym. Napisał też książkę, It Takes One to Tango (1992), o swojej służbie u pięciu amerykańskich prezydentów i negocjacjach z ZSRR. Mieszkał w Waszyngtonie.

## Działalność polonijna
Rowny jako młody człowiek był uczestnikiem pogrzebu Ignacego Jana Paderewskiego, który odbył się w katedrze św. Patryka w Nowym Jorku w 1941. Wydarzenie to wywarło wielki wpływ na jego życie. W 1994 został przewodniczącym Paderewski Living Memorial, mającego na celu podtrzymywanie dziedzictwa wielkiego polskiego patrioty, pianisty i kompozytora. Wchodził także w skład delegacji, która w 1992 przywiozła ciało Paderewskiego z cmentarza Arlington do wolnej Polski.
Rowny był aktywnym członkiem założycielem i wiceprezydentem Amerykańsko-Polskiego Komitetu Doradczego (American Polish Advisory Council).
W 2005, w 25. rocznicę powstania NSZZ „Solidarność”, otrzymał Medal Wolności Trumana-Reagana (Truman-Regan Medal of Freedom) od Fundacji Pamięci Ofiar Komunizmu.

## Odznaczenia
- Distinguished Service Medal
- Medal Srebrnej Gwiazdy – trzykrotnie[1]
- Legia Zasługi – trzykrotnie[1]
- Brązowa Gwiazda – dwukrotnie
- Medal Lotniczy
- Prezydencki Medal Obywatelski[1]
- Medal za Służbę Obronną Kraju
- American Campaign Medal
- World War II Victory Medal
- Army of Occupation Medal
- National Defense Service Medal – dwukrotnie
- Korean Service Medal
- Medal Ekspedycji Sił Zbrojnych
- United Nations Medal (ONZ)
- United Nations Korea Medal (ONZ)
- Krzyż Komandorski Orderu Odrodzenia Polski[1]
- Medal „Za kampanię w Wietnamie” (Wietnam Południowy)
- Odznaczony Statuą Jana Pawła II w Konsulacie RP w Chicago

## Publikacje
- Strategic Force Modernization and Arms Control (1986)
- It Takes One to Tango (1992) – wyd. pol. Tango z niedźwiedziem, Imbir 2007, tłum. Dawid Dastych, wstęp: Radosław Sikorski
- Engineer Memoirs (1995)
- Smokey Joe & The General (2013)